# Мунтинлупа
Мунтинлупа (таг. Muntinlupa) — город на Филиппинах, входящий в Манильскую агломерацию. 
Население города составляет 452 943 человека по состоянию на 2007 год. Занимает площадь 46,70 км². Мэр города — Альдрин Л. Сан Педро. В настоящее время Мунтинлупа — один из самых крупных коммерческих центров Филиппин. 
Один из районов города, Аяла Алабанг, считается одним из самых престижных районов для поселения состоятельных жителей. Город граничит с самым большим озером в Филиппинах — Лагуна де Бэй. 
Неофициальное название города — «Изумрудный город Филиппин».

## История
Город был основан в 1601 году. 
Первоначально территория Мунтинлупы находилась под управлением монахов-францисканцев, но 1869 году Мунтинлупа получила статус города.
Когда в 1869 году началась Филиппинская революция, город восстал против испанского владычества.
В 1941 году в Мантинлупе была создана тюрьма, в которую помещались самые опасные преступники страны. Благодаря этому название «Мунтинлупа» долго являлось синонимом исправительной системы страны, хотя городские власти прилагали усилия к тому, чтобы изменить этот имидж.
7 ноября 1975 года Мунтинлупа была включена в состав Манильской агломерации.
1 марта 1995 года Мунтинлупа стал высоко урбанизированным городом.

## Внутреннее деление
Внутренним делением Мунтинлупа делится на девять барангаев, наиболее известный из которых, Алабанг, является бизнес-центром города.

## Города-побратимы

### Внутри страны
| Сирума, Южный Камаринес | Калабанга, Южный Камаринес | Санта-Круз, Мариндуке |
| Калауаг, Кесон          |                            |                       |

### В других странах
| Такасаки, Япония | Карсон, Калифорния, США | Питешти, Румыния |
| Лючжоу, Китай    | Стаффансторп, Швеция    |                  |